# 广州国际金融大厦
广州国际金融大厦位于中国广州市东风西路197～199号，是一间四星级宾馆。
楼址原为医国街南段，和鸣后街，蓬源里，蓬源一至三巷，通源新、旧街，宝安三巷，宝财坊及居士一至七巷。1987年西塔建成竣工，1992年7月1日开业，集酒店、写字楼、寓所、金融俱乐部于一体的综合酒店，中国银行广东分行驻于大厦内。占地面积1.5万平方米，建筑面积8万平方米。楼高20层，主楼采用双塔式，钢筋混凝土框架剪刀墙结构，外墙采用红蓝花岗岩和金色马赛克饰面，全部窗户镶嵌中国古钱币造型的图案，寓意“金钱满楼”之意。内设写字楼、客房、餐厅、音乐厅、游泳池、夜总会、信息中心、证券交易所等设施。
23°8′8.24″N 113°15′8.2″E / 23.1356222°N 113.252278°E